# Pauline LaFon Gore

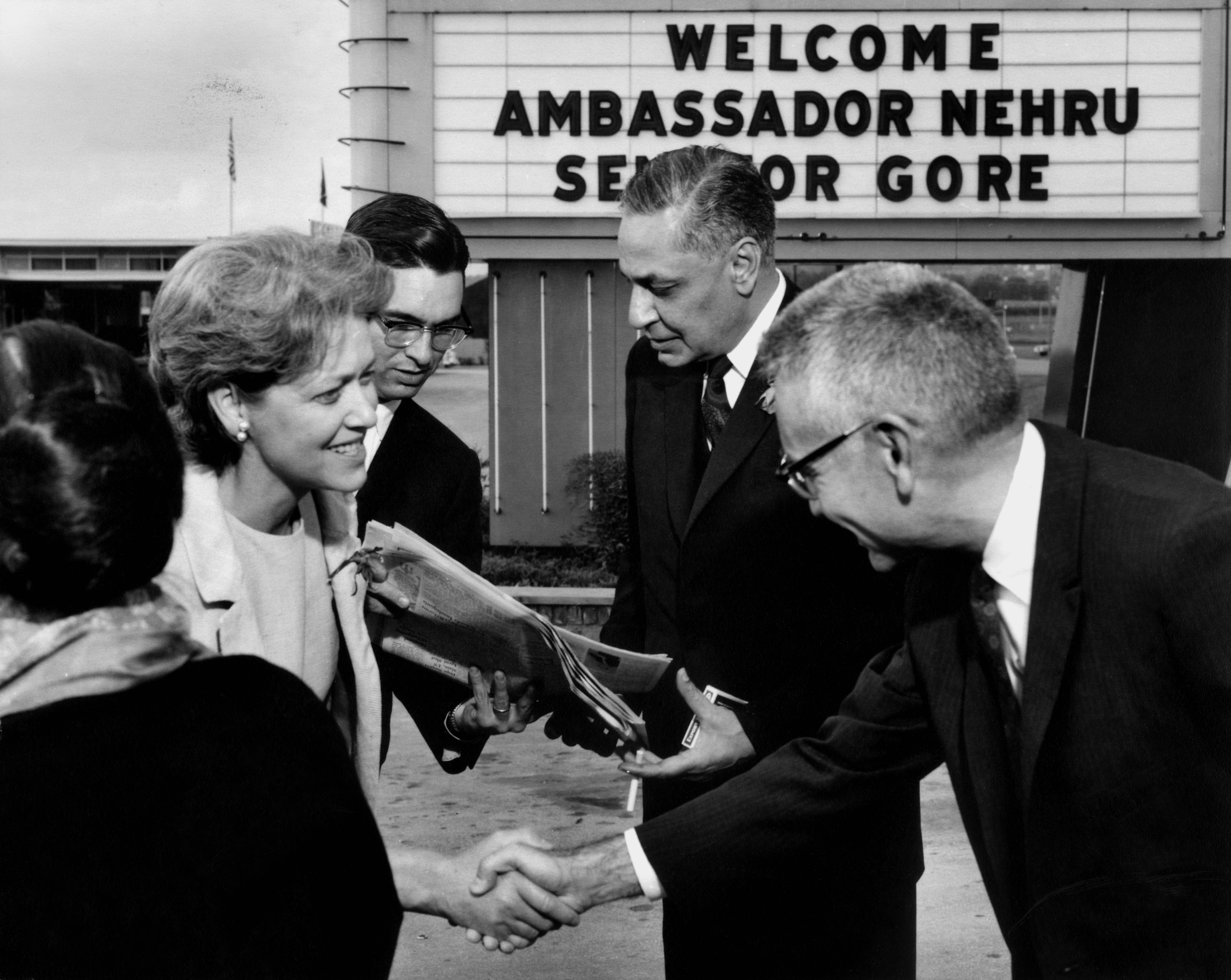
Fotografia de Pauline Gore l'any 1963.

Pauline LaFon Gore (Palmersville, Tennessee, 6 d'octubre de 1912 - Carthage, Tennessee, 15 de desembre de 2004), també coneguda com a Pauline Gore, era l'esposa de l'exsenador dels Estats Units Al Gore Sr. i la mare de l'exvicepresident dels Estats Units Al Gore, i se li atribueix una influència significativa en les seves carreres. Són famoses les paraules d'Al Gore dient que: mai no hi haurà una millor activista de campanya que Pauline LaFon Gore. Els seus consells van ser un factor determinant en la negativa de Gore a signar el Southern Manifesto que s'oposava a la desegregació i també a l'oposició a la guerra del Vietnam, que eren qüestions crucials en la seva candidatura a la reelecció com a senador el 1970. Procedia d'una família humil, de petits negocis, i va convertir-se en una de les primeres dones advocades que es va graduar a la Universitat Vanderbilt i va gestionar un despatx d'advocats de Washington als anys setanta.

## De camí a l'advocacia (1931-1937)
El pares de Pauline regentaven uns magatzems a Parlmersville, però quan el seu pare va ser ferit es van traslladar a Jackson, Tennessee. Malgrat les dificultats a causa de la Gran Depressió, Pauline LaFon estava decidida a graduar-se i no li va importar fer treballs de cambrera per tal de poder-s'ho pagar. Des de 1931 fins a 1933, va assistir a la Union University, però no va obtenir un títol d'aquesta institució fins gairebé set dècades després, quan el 1999 va rebre el títol honorífic de Vanderbilt Law School's Distinguished Alumnus Award El 1936, es va convertir en la desena dona que es va graduar a la Vanderbilt University Law School.
Va conèixer a Albert Gore Sr. mentre servia taules al Andrew Jackson Hotel de Nashville i ell estudiava una carrera de dret, a més d'agricultura i exercint com a Commissioner for Schools. Van acabar estudiant junts per a l'examen del col·legi d'advocats on Pauline LaFon va obtenir una nota més alta que Albert Gore Sr. Després de graduar-se a la Universitat de Vanderbilt, va exercir el dret a Texarkana, Arkansas, durant un any abans de tornar a Tennessee i es va casar amb Albert Gore Sr., el 17 d'abril de 1937. Va ser una de les primeres dones a exercir el dret en els camps del petroli, el gas i també en dret de divorci.

## Esposa política (1937-1970)
Al Gore Sr. era un personatge en ascens al sistema polític de Tennessee quan es va casar amb Pauline LaFon l'any 1937. El mateix any va ser nomenat State Labor Commissioner i un any després va ser elegit congressista. Nancy LaFon Gore Hunger, la filla gran de Gore, va néixer també el 1938.
Quan Al Gore Sr., va ser elegit diputat al Congrés el 1938, era tradicional que les dones dels polítics es quedessin en segon pla i no tinguessin un paper actiu en la vida política dels seus marits. No obstant això, va prendre Eleanor Roosevelt com a model i va apostar activament per la primera campanya de Gore parlant sobretot amb l'electorat de les zones rurals.
Pauline Gore va tenir un paper actiu en totes les campanyes del seu marit com a assessora més propera. El 1952, Albert Gore Sr., va presentar, a les primàries demòcrates, la candidatura al senat contra Kenneth McKellar, que era el poderós president del Senate Committee on Appropriations. Per la seva posició, McKellar estava en condicions òptimes per obtenir fons a Tennessee. Per convèncer els electors en el camí cap a Washington, McKellar va utilitzar l'eslògan El pensador vota McKellar. Per contrarestar aquest eslògan, Pauline Gore va suggerir posar rètols amb el lema Penseu una mica més i voteu per Gore a prop dels rètols de McKellar. La tàctica va ser decisiva i Albert Gore Sr. va guanyar les primàries de manera inesperada.
El segon fill dels Gore, Al Gore Jr., va néixer el 31 de març de 1948. Durant la seva infància, la família vivia gran part de l'any a Washington, però passaven l'estiu a la casa familiar de Carthage, Tennessee. Al Gore es referia sovint a ella com el seu "mestre més gran". Pauline Gore va influir en molts comitès de les dones dels senadors quan es trobava a Washington. Durant la carrera del seu home, Albert Gore Sr., com a senador, Pauline Gore va ser una de les seves assessores més properes. Els seus punts de vista van influir en la decisió d'Al Gore de no signar la "Declaració del Sud sobre la Integració" que s'oposa a la desegregació emesa el 1956 per tots els tres senadors del sud. Al Gore Sr., va ser breument un candidat a la nominació demòcrata com a vicepresident, però es va presentar a favor del company senador de Tennessee, Estes Kefauver, que va ser nominat. Més endavant, va aconsellar al seu marit l'oposició a la guerra del Vietnam, que era una qüestió molt controvertida en l'electorat.

## Advocada, mare i àvia (1970-2004)
Després de la derrota del seu marit, Pauline Gore va reprendre la seva carrera d'advocats a Washington. El seu marit es va unir amb ella per establir un despatx d'advocats junts. Posteriorment es va convertir en la directora de Peabody, Rivlin, Gore, Claudous i Brashares, un gran despatx d'advocats a Washington, i es va convertir en mentora de les dones joves que iniciaven la seva carrera jurídica.
El 1976, Al Gore es va presentar a les eleccions al Congrés, i Pauline Gore va fer campanya per a ell. Ella ajudava en la majoria de les seves campanyes, tot i que no va tenir un paper tan actiu en la seva carrera política com havia tingut en la carrera del seu marit. També va oferir assessorament a Phil Bredesen, el posterior alcalde de Nashville.
El 1988, va fer campanya per Al Gore en la seva candidatura sense èxit per convertir-se en el candidat demòcrata a la presidència. El 1992, es va unir al seu marit en la campanya de la candidatura Clinton-Gore en un viatge d'autobús de set setmanes pels Estats Units fent molts mítings i reunions amb gent gran i jubilats.
Va tenir un ictus lleu el 1993 i va tenir un atac de cor el 1995. Albert Gore Sr., va morir el 5 de desembre de 1998. Després de rebre un premi humanitari el 1998, va establir un fons de beques per als residents del comtat de Smith, Tennessee, per facilitar a les persones pobres d'aquest comtat poder accedir a la universitat. Va morir mentre dormia, a Carthage, el 15 de desembre de 2004.